# Fontana (Argentyna)
Fontana – miasto w Argentynie, położone w południowo-wschodniej części prowincji Chaco.

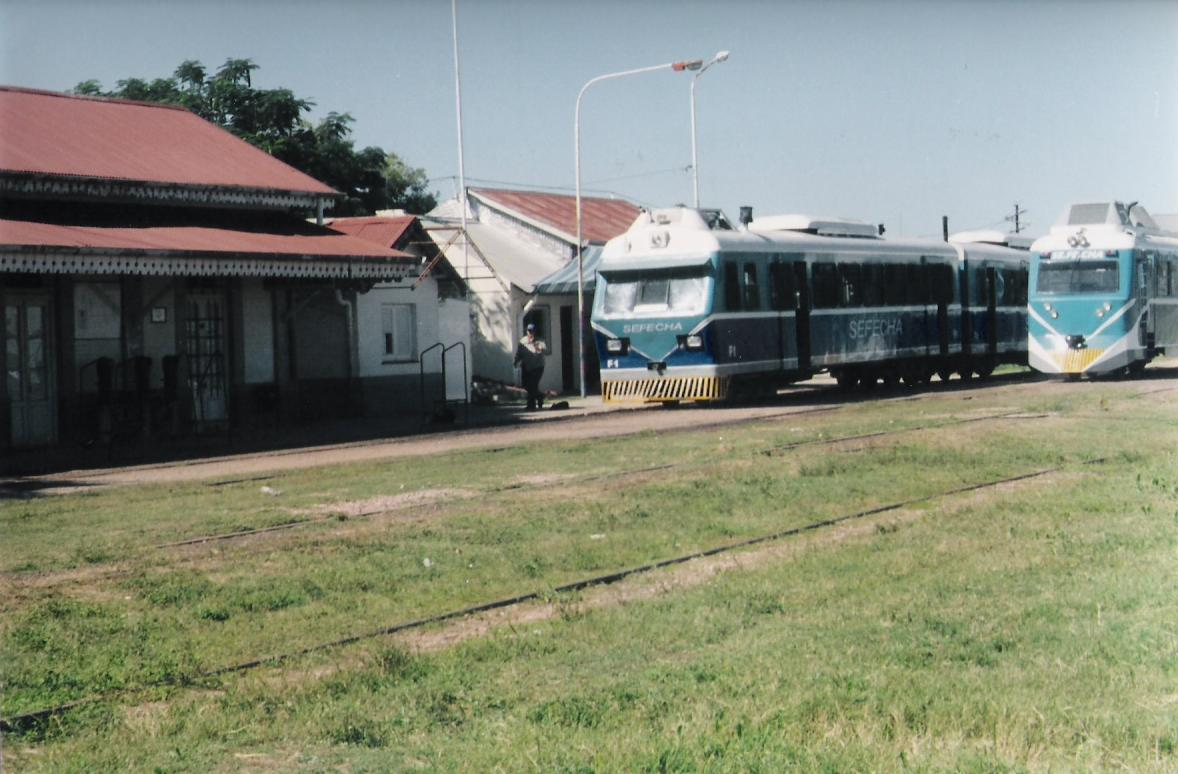
Stacja kolejowa Fontana

## Opis
Miejscowość została założona w 1891 roku. Przez miasto przebiega droga krajowa RP11 i linia kolejowa.